# Bartolomeu Lourenço de Gusmão
Pour les articles homonymes, voir Gusmão et Lourenço.
 (septembre 2018).
Bartolomeu Lourenço de Gusmão, né à Santos (Brésil) le 18 décembre 1685 et mort à Tolède (Espagne) le 18 novembre 1724, est un inventeur portugais né au Brésil  à l'époque colonie du Portugal. Il est reconnu comme un précurseur de l'aérostation.

## Biographie
Bartolomeu Lourenço est né le 18 décembre 1685 à Santos, au Brésil. À l'âge de quinze ans il entre au noviciat des Jésuites mais n'y reste pas plus d'un an. Dès sa jeunesse il se fit remarquer pour sa mémoire prodigieuse et pour avoir construit, au séminaire de Belém da Cachoeira, à Cachoeira, Bahia, où il étudiait, un « engin faisant monter l’eau à n’importe quelle distance ». L’œuvre fut à l’époque reconnue comme remarquable et comme très utile et il obtint le 23 mars 1707 le privilège de cette invention[réf. nécessaire].

### Aérostat

#### Débuts

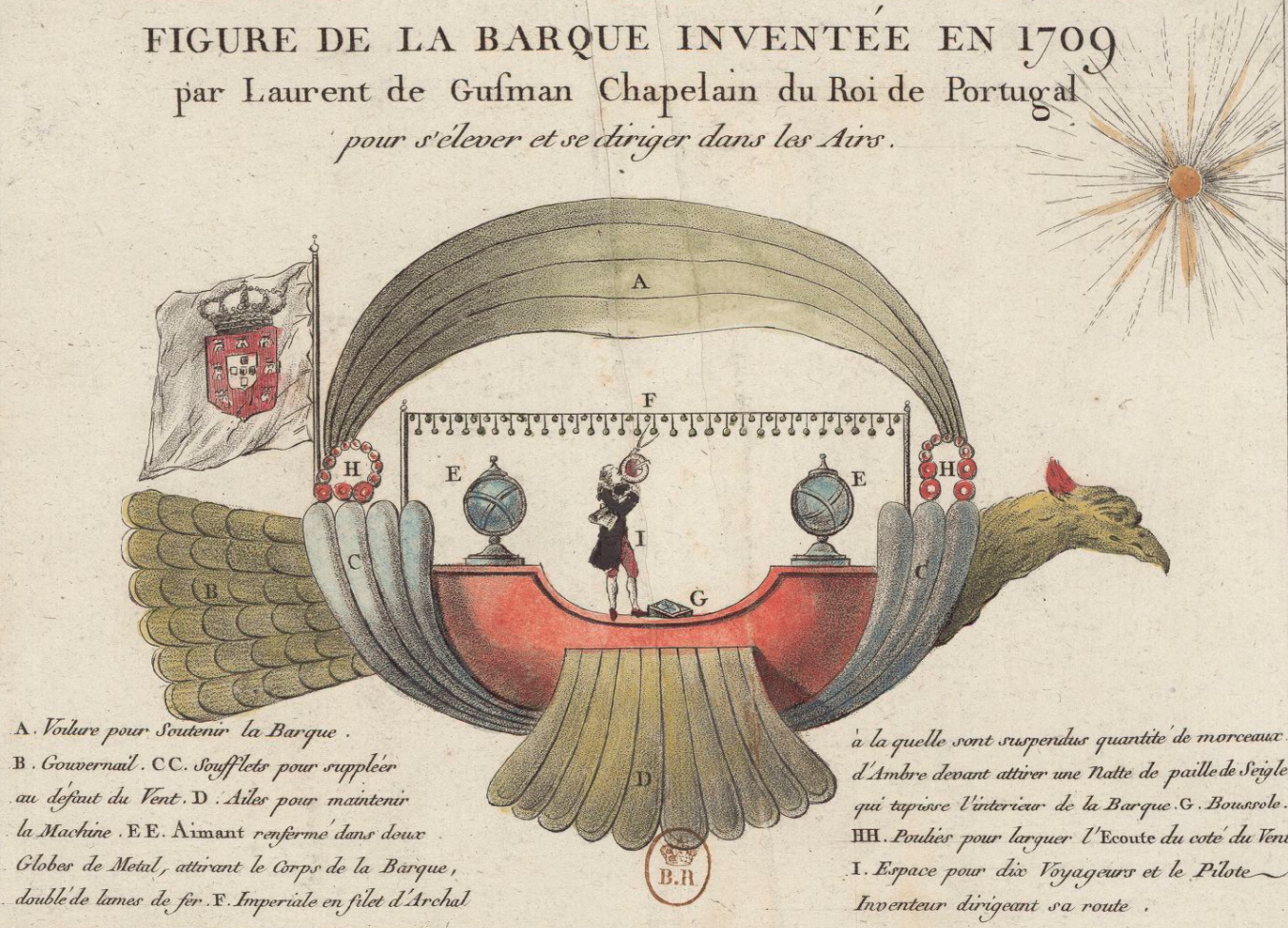
Figure fantaisiste de la Barque inventée en 1709 par Gusmão, pour s'élever et se diriger dans les Airs – Bibliothèque nationale de France.

Peu après avoir déménagé à Lisbonne, Lourenço obtint, le 19 avril 1709, un brevet pour une « machine volante » qui pourrait, d'après lui, parcourir plus de 1 000 km par jour.
Lourenço fut surnommé péjorativement « le Planeur » et son invention, divulguée en Europe par des dessins fantaisistes, qui généralement la présentaient comme un bateau en forme d’oiseau, fut connue sous le nom de Passarola (« Grand oiseau »).
Le 6 mai, l’inventeur commença la fabrication de la mystérieuse machine. Une démonstration publique de l’invention fut prévue pour le 24 juin, le  jour de la Saint-Jean — saint homonyme du roi portugais, Jean V — mais fut retardée, du fait que le monarque était malade.

#### Premières démonstrations

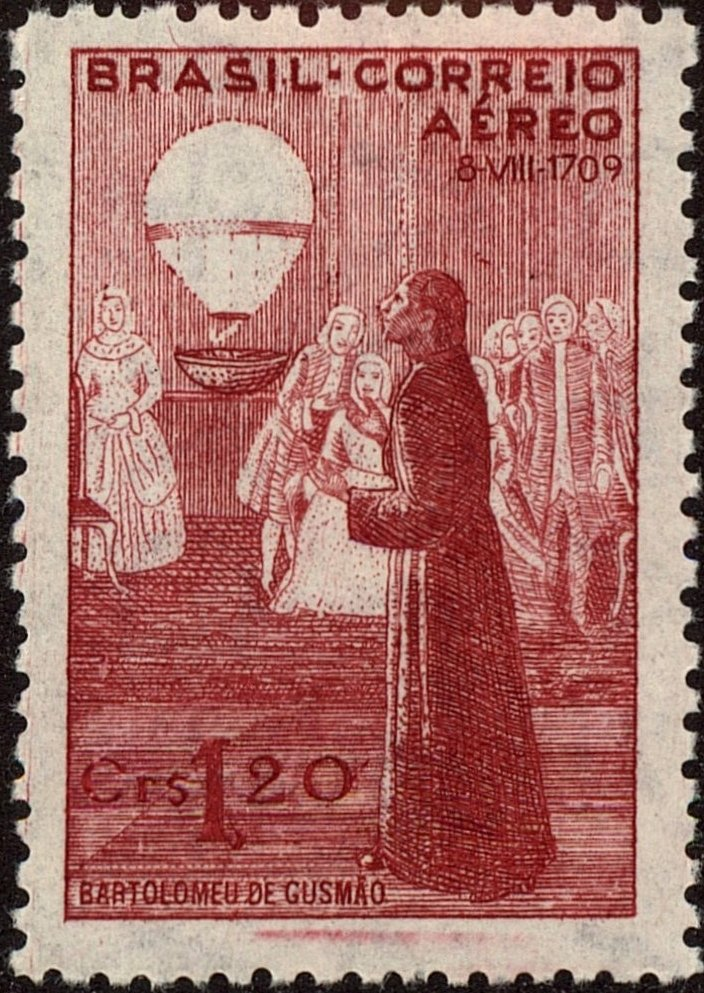
Timbre brésilien - 1944 - Bartolomeo et son ballon

En août, Bartolomeu Lourenço organisa finalement, devant la haute noblesse portugaise, quelques démonstrations avec des ballons de petites dimensions, construits de ses mains. Lors de la première démonstration connue, réalisée le 3 dans la maison du Fort, à l’intérieur du Palais-Royal, le prototype utilisé prit feu avant de s’envoler. À la seconde démonstration datée, faite le 5 dans la Maison royale, l’aérostat, pourvu dans le fond d’une écuelle avec alcool en combustion, s’éleva à 4 mètres, quand il fut mis à terre par deux laquais royaux munis de bâtons, craignant que l’engin n’incendiât les rideaux de l’enceinte. À une expérience faite le 8 dans la salle des Audiences, le globe est monté jusqu’au plafond de la salle pour redescendre avec douceur par la suite. À une autre démonstration, non datée, faite à la terrasse du Paço, le ballonnet s’est élevé à grande hauteur, montant lentement durant plusieurs minutes. Le 8 octobre 1709, Lourenço fait une nouvelle démonstration de son invention sur le pont de la maison de l’Inde, avec un appareil plus grand que les précédents, mais encore incapable de porter un homme. L’expérience est un succès : l’aérostat monte à une grande hauteur et descend quelques minutes plus tard.

#### Abandon
Toutes ces expériences avaient été suivies par les autorités de la société portugaise, mais cela ne fut pas suffisant pour rendre l’invention populaire. Les petits ballons montrés, outre de ne pas avoir été considérés comme des innovations importantes ou utiles, n’étaient pas contrôlables. Ils étaient emportés par les courants atmosphériques et furent considérés comme dangereux, pouvant provoquer des incendies. Un modèle plus grand, dirigeable, ne fut donc pas construit.

### 1710 à 1724
En 1710, il publie Diverses manières d’expulser sans personnel l’eau des embarcations, dans lequel il décrit un nouvel appareil qu’il a inventé pour expulser l’eau qui submerge les embarcations. Le 27 septembre 1713, il sollicite, en Hollande, le brevet pour un appareil similaire, expédié trois mois plus tard, le 14 décembre, sous le numéro 1 665.
De 1713 à 1715, il vit en Hollande, en Angleterre et en France. De retour au Portugal, il reprend des études à l’université de Coimbra. En 1718, il adopte l'adjonction « de Gusmão » à son nom, afin de rendre hommage à son précepteur au séminaire de Bélem da Cachoeira, le Père Alexandre de Gusmão (en), qui lui avait inculqué le goût pour les sciences.
Il termine ses études universitaires en 1720, et rentre à Lisbonne, appelé par le roi à servir dans le ministère des Affaires étrangères. Nommé au secrétariat d’État, il exerce différentes fonctions, s’occupant notamment du déchiffrage de messages codés interceptés de diplomates étrangers. En décembre, il est affecté à l'Académie royale d'histoire portugaise et chargé d'écrire l'Histoire ecclésiastique de l'évêché de Porto, une œuvre qu'il ne parviendra pas à achever. En fait ce sont les sciences qui l'intéressent.
Il se consacre dès lors à de nouvelles inventions. En 1721, il étudie la fabrication du charbon et, en 1724, il crée une machine augmentant le rendement des moulins hydrauliques, reconnue par le brevet portugais du 18 juillet de la même année. Ce sera sa dernière invention officielle. À l'époque, il est sur le point d’être dénoncé par l’Inquisition comme « apostat judaïsant ».

### Apostasie
Gusmão entretient depuis longtemps des relations amicales avec de « nouveaux chrétiens » brésiliens surveillés par le Saint Office. Nouant des relations avec le couple Miguel de Castro Lara et Maria Coutinho, chez qui il restait jusqu’à la nuit tombée, il craint la délation et s'enfuit de Lisbonne le 26 septembre.
Le 11 octobre, le père Luiz Gonzaga le dénonce en attestant l’avoir entendu se prononcer contre l’infaillibilité du pape et défendre, en la présence du roi, que les enseignements de la Bible ne devaient pas être niés à quiconque[pas clair], peu importe leur descendance. Bien que ces opinions se rapprochassent davantage à celle de l’Église réformée que de la religion judaïque, le fait est que, depuis 1713, Bartholomé traverse une crise religieuse. Il se convertit au judaïsme en 1722.
Il s'exile en Espagne, après avoir dans un premier temps été tenté par l’Angleterre. À Tolède, Bartolomeu Lourenço de Gusmão tombe gravement malade et est recueilli à l'hôpital de la Miséricorde. Il meurt le 18 novembre 1724, à 38 ans. Reconcilié avec le catholicisme et s'étant confessé il reçoit le viatique avant la mort. Il fut inhumé le jour suivant dans l’Église Saint-Romain de Tolède.

## Héritage
Bartolomeu Lourenço fut incontestablement un précurseur de l’aérostation. Cinq témoignages[réf. souhaitée], découverts successivement en 1843, 1868, 1898, 1913 et 1934, ne laissent aucun doute à ce sujet. Ils procèdent du Cardinal Michelangelo Conti, nonce apostolique à Lisbonne (en) de 1697 à 1710 et en 1721 élu pape sous le nom d’Innocent XIII, de deux membres de l'Académie royale d'histoire du Portugal (pt), Francisco Leitão Ferreira (pt) et José Soares da Silva (pt), du diplomate José da Cunha Brochado (pt) et du chroniqueur portugais Salvador Antonio Ferreira.

Antonio Ferreira a écrit[réf. souhaitée] : 

« Le 3 août 1709 le Père Bartholomeu Lourenço, brésilien, commença une expérience de son appareil à voler. À cet effet il s’établit dans la salle qui est au-dessous de la salle des Ambassades [du palais royal de Lisbonne], mais son essai échoua parce que son appareil, dès le début, prit feu. Le 5 de même mois le même père apporta un demi-globe de bois mince. Il y avait dedans un autre globe de papier épais. Il alluma au fond de l’appareil une écuelle où il y avait du feu. Le ballon monta plus de 20 palmes, et comme le feu était bien allumé, le foyer incendia le papier, pendant la montée. Et le demi-globe resta par terre sans monter parce que l’expérience échoua. Et comme le globe allait atteindre le plafond de la salle, deux laquais de la maison royale accoururent avec des bâtons pour empêcher un désastre éventuel. Sa Majesté assista à tout cela avec sa cour et plusieurs autres personnes. Le jeudi 3 octobre, le Père Bartholomeu do Quental (Bartholomeu Lorenço veux-je dire) effectua une autre expérience dans le pont de la maison d’Inde, avec sa machine à voler. Celle-ci, après avoir monté à une hauteur assez considérable tomba par terre, sans conséquences. »

Le 16 août 1709, le cardinal Conti écrit au secrétaire d'État du Vatican[réf. souhaitée] : 

« L’individu qui, comme on l’a déjà raconté, prétend construire un appareil pour voler, a réalisé, ces derniers jours, deux essais avec sa machine en présence du Roi, ayant fait un globe sphérique léger. Comme, cependant, la force impulsive ou attractive semble procéder de certains fluides, ces derniers prirent feu et l’appareil brûla sans s’élever du sol. La seconde fois il brûla aussi après avoir monté à une hauteur de deux canne (4 mètres). L’individu en question ayant à cœur de démontrer la réalité de son invention est en train de faire un autre appareil plus grand que celui-ci. »

## Dans la fiction
- Bartolomeu Lourenço de Gusmão et son invention, la Passarola, ont une place importante dans le roman de José Saramago, Le Dieu manchot.